# Limnophila (Limnophila) abstrusa
Limnophila (Limnophila) abstrusa is een tweevleugelige uit de familie steltmuggen (Limoniidae). De soort komt voor in het Neotropisch gebied.